# Eminovo Selo
Eminovo Selo es un pueblo de la municipalidad de Tomislavgrad, en Bosnia y Herzegovina.

## Superficie
Posee una superficie de 30,89 kilómetros cuadrados.

## Demografía
Hasta 2013 la población era de 595 habitantes.